# Република Гагаузия
Република Гагаузия (на гагаузки: Gagauz Respublikası) е бивша непризната държава на част от територията на бившата Молдовска ССР, съществувала от 1990 до 1994 г. (юридически), фактически – до 1995 г. Републиката съществува в периода от 19 август 1990 до 23 декември 1994 г., след което е мирно реинтергрирана като автономно-териториално образувание Гагаузия, в рамките на Молдова. По време на цялото съществуване на републиката президент е Степан Топал.

## История
Първите дискусионни клубове по проблемите на народа на Гагаузия се появяват в края на 80-те години.
На 21 май 1989 г. се състои първият конгрес на представителите на гагаузкия народ. Така възниква общогагаузкото обществено движение „Гагауз халки”.
На 12 ноември 1989 г. се провежда извънреден конгрес на представителите на гагаузкия народ, на който Гагаузката автономна съветска социалистическа република е провъзгласена за част от Молдовската ССР, но на следващия ден Президиумът на Върховния съвет на Молдовската ССР отменя решенията на извънредния конгрес, като ги нарича противоконституционни..
На 19 август 1990 г. се провежда Първият конгрес на народните депутати от степния юг на Молдовската ССР, на който се приема „Декларацията за свободата и независимостта на гагаузкия народ от Република Молдова“, с която се провъзгласява Република Молдова, провъзгласява се и Република Гагаузия за част от СССР. На 21 август на спешно заседание на Президиума на Върховния съвет на Молдовската ССР решението за провъзгласяване на република е обявено за незаконно, а провеждането на Конгреса на депутатите за противоконституционно.
За да „потуши сепаратизма“, отряд от молдовски доброволци, придружен от полицейски отряди, отива в Гагаузия. Там започва мобилизация. Тези събития са наречени „Поход към Гагаузия“. Гагаузия е на ръба на гражданска война, но пристигането на части от Съветската армия и вътрешните войски на МВР на СССР предотвратява войната.
Четири години след това Гагаузката република съществува като непризната държава. Формират се и функционират основните органи на държавната власт (президент, Върховен съвет, министерства и ведомства, армия, батальон със специални сили "Буджак" през 1990 – 1995 г.)
Гагаузия, за разлика от Приднестровието, образувано по същото време през 1990 г., не въвежда собствена национална валута.
През декември 1994 г. въз основа на споразуменията, постигнати между Република Гагаузия и Молдова, е подписан документ за мирната интеграция на Гагаузия на правата на автономия, която се извършва до лятото на 1995 г. От този момент нататък Република Гагаузия се трансформира в автономна област Гагаузия (Гагауз Ери).